# Sebastián Páez
Sebastián Eduardo Páez Aravena (La Serena, 13 agosto 1986) è un ex calciatore cileno, di ruolo centrocampista.

## Carriera

### Club
Ha giocato nella massima serie dei campionati cileno e rumeno.

### Nazionale
Ha partecipato ai Mondiali Under-20 del 2005.